# Allsvenskan i bandy för damer
Allsvenskan i bandy för damer ersatte säsongen 1993/1994 Division I som Sveriges högstadivision i bandy för damer, som då var indelad i norrgrupp och södergrupp där de bästa lagen gick vidare till en fortsättningsserie vid namn Elitserien. Allsvenskan ersattes av Elitserien säsongen 1995/1996 och Allsvenskan slopades.
Säsongen 2002/2003 blev Allsvenskan återigen namnet på Sveriges högstadivision i bandy för damer, denna gång landsomfattande där de fem bästa gick vidare till en fortsättningsserie vid namn Elitserien. Säsongen 2005/2006 slopades Elitserien helt. Inför säsongen 2008/2009 talades om att sloppa begreppet Allsvenskan på damsidan och återinföra Elitserien, men låta 8-lagsserien bestå. Denna namnändring blev dock inte verklighet.
Inför säsongen 2013/2014 gjordes seriesystemet om igen. 16 lag delades in i tre grupper (nord, mitt och syd), med grundserier följda av fortsättningsserier.
Sedan säsongen 2015/2016 har Elitserien varit namnet på högsta serien. Allsvenskan är namnet på den näst högsta serien, indelad i en norr- och en södergrupp.